# Eyeries
Eyeries (en irlandais : Na hAoraí) est une commune d’Irlande, située dans la péninsule de Beara et le comté de Cork. Le village est situé au pied d'une colline et près d'une plage, étant par ailleurs remarquable par ses habitations de couleurs différentes.

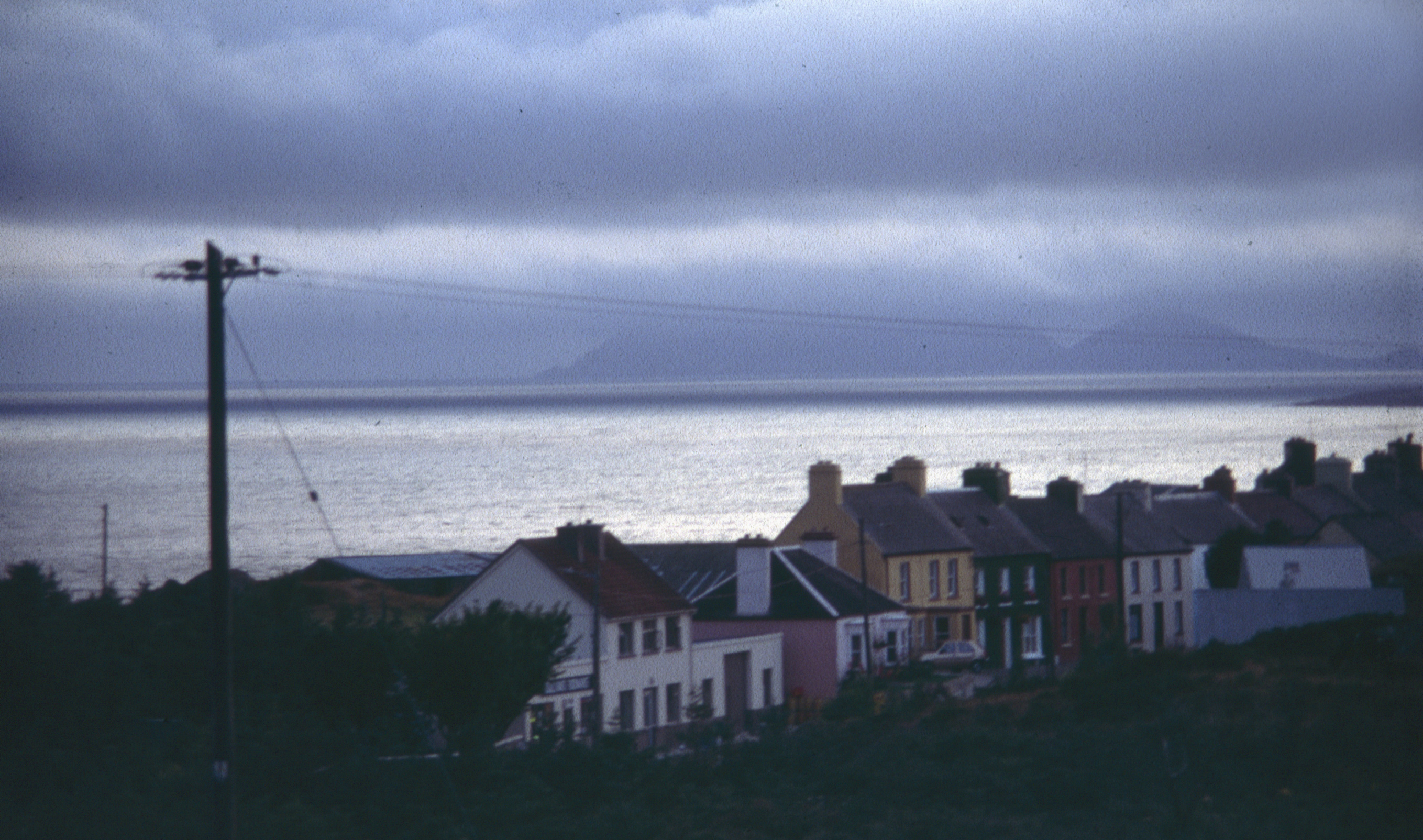
Vue d'Eyeries depuis la côté.

Au sud du village passe la rivière Kealincha. Celle-ci est traversée par de nombreux vieux ponts en pierre. De nombreuses installations touristiques sont présentes, la commune étant notamment située sur la Wild Atlantic Way et possédant donc à proximité des sentiers de randonnée et des pistes cyclables.